# Giorgio Cecchetti
Giorgio Cecchetti (11 settembre 1944) è un ex sciatore alpino sammarinese.

## Biografia
Cecchetti ottenne il suo unico risultato internazionale ai XII Giochi olimpici invernali di Innsbruck 1976, dove si classificò 51º nello slalom gigante; non ottenne piazzamenti in Coppa del Mondo o ai Campionati mondiali.